# Eurythmics
Eurythmics est un groupe anglais de pop rock et new wave, originaire de Londres. Composé d'Annie Lennox et de Dave Stewart (qui s'entourent occasionnellement d'autres musiciens), il connaît un succès aussi bien sur le plan commercial qu'artistique durant les années 1980.
Annie Lennox et Dave Stewart se rencontrent dans les années 1970 et travaillent ensemble dans les groupes The Catch puis The Tourists. À la suite de la dissolution des Tourists, ils continuent ensemble leurs carrières sous le nom Eurythmics. Si leur premier album In the Garden est un échec, le deuxième intitulé Sweet Dreams ainsi que la chanson phare Sweet Dreams (Are Made of This) les propulsent au sommet des hit-parades et sur le devant de la scène internationale.
Cet album et le suivant Touch font du duo l'un des groupes les plus populaires de la scène new wave. Be Yourself Tonight, sorti en 1985, est marqué par de nombreuses influences RnB et des prémices d'un son rock qui devient dominant sur l'album suivant Revenge. À la fin des années 1980, après la sortie de Savage et We Too Are One, le groupe se sépare ; Annie Lennox et Dave Stewart commencent alors des carrières en solo. Eurythmics se reforme en 1999 le temps d'un album, Peace, et se sépare après une dernière tournée internationale intitulée Peacetour.
Ils sont réputés pour leur pop incarnée par la voix singulière d'Annie Lennox, et les techniques de production inventives élaborées par Dave Stewart. Le duo dont la formation coïncide avec l'émergence de la chaîne musicale MTV a su également se créer une identité visuelle forte avec ses clips et le look androgyne d'Annie Lennox.

## Historique

### Origines (1977–1981)
Dave Stewart rencontre Annie Lennox dans un restaurant d'Hampstead (dans la banlieue de Londres), le Pippins, où elle est serveuse. Ils entament alors une relation amoureuse ainsi qu'une collaboration artistique. En 1977, ils forment avec Peet Coombes, un ami de Dave Stewart, un premier groupe The Catch et enregistrent un unique single Borderline, qui est un échec. 
Le groupe se renomme alors The Tourists à la suite de l'intégration du bassiste Eddie Chin et du batteur Jim "Do It" Toomey. 
En 1979 et 1980, le groupe post-punk The Tourists sort trois albums, et connaît un certain succès. Leur reprise de la chanson de Dusty Springfield I Only Want to Be with You se classe en quatrième position dans les hit-parades anglais .
À la suite de tensions au sein du groupe, The Tourists se dissout à la fin de l'année 1980 en même temps que la relation entre Annie Lennox et Dave Stewart.
Annie Lennox et Dave Stewart décident toutefois de continuer à travailler ensemble. Ils baptisent leur nouvelle collaboration Eurythmics. 
Le nom Eurythmics fait référence à une méthode d'enseignement de la musique développée par Émile Jaques-Dalcroze : la Rythmique. 
En 1981, ils commencent alors à travailler sur leur premier album sous la direction du producteur Conny Plank. In the Garden sort en octobre 1981. L'album est bien accueilli par la critique. 
Bien que le single Never Gonna Cry Again entre dans les charts britanniques, Belinda le second extrait de l'album passe inaperçu et l'album ne parvient finalement pas à décoller commercialement. La promotion de l'album doit être interrompue à la suite d'une hospitalisation de Dave Stewart.
Annie Lennox vit mal cet échec et tombe en dépression,. Cet album leur permet toutefois de construire les bases de leur univers musical. À l'opposé de la vague punk des années 1970, ils choisissent un son froid à base de musique électronique qui contraste avec la voix influencée par la soul d'Annie Lennox.

### Sweet Dreamset début du succès (1982–1983)

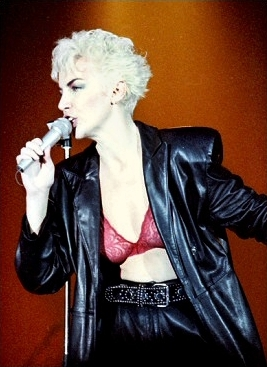
Annie Lennox en concert avec Eurythmics - le 6 octobre 1986.

Après l'échec de In the Garden, le duo commence à travailler sur son deuxième album. Afin d'assurer sa production, Eurythmics aménage un studio d'enregistrement dans les combles d'une usine de fabrique de cadres. Les conditions sont loin d'être idéales : l'équipement est fait d'un magnétophone 8 pistes, d'une table de mixage et de deux micros. 
Les enregistrements sont également perturbés par le voisinage : « Souvent, nous devions attendre que les machines soient arrêtées dans l'usine en dessous pour pouvoir enregistrer les voix » rapporte Annie Lennox.
De plus, les rapports de Eurythmics avec leur label RCA sont tendus : le label doute de la capacité du duo à réaliser ce nouvel album et garde en mémoire la perte financière réalisée par In the Garden.
Les trois premiers 45 tours sortis durant l'année 1982 n'arrangent rien : This Is the House et The Walk ne rentrent pas dans les palmarès anglais, seul Love Is a Stranger atteint la 54e place . 
Malgré cela, Sweet Dreams sort au Royaume-Uni en janvier 1983. Il reçoit immédiatement d'excellentes critiques, le magazine Melody Maker le considérant même comme « un des albums les plus importants de l'année 1983 ». Le succès commercial arrive avec le quatrième extrait sorti quelques semaines après l'album, Sweet Dreams (Are Made of This). Cette chanson sombre soutenue par une basse rythmique synthétique lancinante, va jusqu’à atteindre la première place aux États-Unis et permet au groupe de se faire connaître dans le monde entier. En France, le 45 tours devient disque d'or (soit 500 000 d'exemplaires vendus).
Le clip vidéo de Sweet Dreams (Are Made of This) a été fortement diffusé sur la chaîne musicale MTV, contribuant au succès de la chanson. 
À travers sa vidéographie naissante, Eurythmics impose son style visuel centré sur l'image d'Annie Lennox. Sur Sweet Dreams, Annie Lennox arbore une apparence androgyne, habillée en costume d'homme. Cette ambiguïté était également présente dans le clip accompagnant Love is a Stranger (qui est réédité après le succès rencontré par Sweet Dreams Are Made of This devenant cette fois-ci un hit). Dans ce clip, Annie Lennox retire une perruque blonde pour montrer ses cheveux courts couleur orange. À cause de cette scène, le clip est censuré par MTV, et la chaîne demande à RCA (le label de Eurythmics) un certificat de naissance d'Annie Lennox afin de s'assurer qu'elle n'est pas un travesti. 

### Touchet1984(1983–1984)
Fin 1983, le duo produit et sort son troisième album Touch. Le premier extrait en Europe est Who's That Girl, titre dans la même veine que Sweet Dreams. Le vidéo-clip mettant en scène Annie Lennox dans un déguisement masculin et embrassant son alter-ego féminin aidera à la popularité du titre.
Aux États-Unis, c'est le morceau Here Comes the Rain Again qui sert de premier single, rencontrant un grand succès. La chanson, enregistrée avec le Bristish Philharmonic Orchestra (dirigé pour l'occasion par Michael Kamen), mélange les cordes avec les synthétiseurs. Right By Your Side, troisième extrait de l'album, est une ballade aux influences calypso.
L'album, globalement très bien accueilli par la critique, rencontre un grand succès et est considéré comme l'un des albums majeurs de la musique pop des années 80. Il est le seul album d'Eurythmics à figurer dans la liste des 500 plus grands albums de tous les temps du magazine Rolling Stone à la 500e.
En 1984, RCA Records publie Touch Dance, un EP de remix de 4 titres extraits de Touch. Ces remixes sont signés par les producteurs François Kevorkian et John « Jellybean » Benitez. Publié sans l'autorisation des deux artistes, ceux-ci encouragent leurs fans à boycotter l'album.
Le groupe signe également un engagement avec Virgin Films pour la réalisation de la bande originale du film 1984 réalisé par Michael Radford. Ce dernier n'a pas été informé de ce contrat et avait engagé Dominic Muldowney.
Cette situation évolue en conflit et Virgin Films exerce son droit sur le montage final pour imposer une partie du travail d'Eurythmics dans la version diffusée au cinéma. 
Michael Radford exprime publiquement son mécontentement et met directement en cause le groupe. De leur côté, Annie Lennox et Dave Stewart font part de leur ignorance de l'existence d'un autre projet de bande originale. 
La bande originale signée par Eurythmics paraît finalement en novembre 1984 comme album « inspiré par le film 1984 ». Son premier single Sexcrime (Nineteen Eighty-Four) se classe dans le top 10 au Royaume-Uni et dans de nombreux pays en 84/85, devenant l'un des grands succès du groupe ; cependant, aux États-Unis, la chanson est censurée par les radios et peine à entrer dans le Billboard Hot 100. Le second single Julia rencontre moins de succès et est leur premier titre depuis Sweet Dreams (Are Made of This) à ne pas entrer dans le top 10 au Royaume-Uni.

### Be Yourself Tonight,Revengeet apogée du succès (1985-1986)

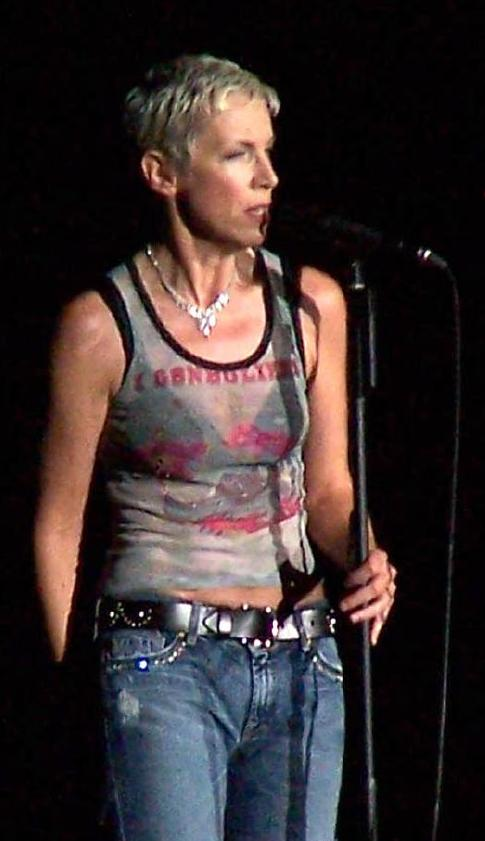
Annie Lennox.

En 1985, le duo commence la préparation de son nouvel album. Concernant le style, Dave Stewart déclare : « J'ai déjà une idée du style musical que prendra notre prochain album : beaucoup plus de "vrais" instruments[réf. nécessaire]. » L'album Be Yourself Tonight est produit en une semaine à Paris et inclut des sons plus bruts, avec notamment l'utilisation d'une batterie acoustique, et davantage de guitare que dans leurs précédentes compositions.
L'album sort au printemps 1985, son premier single Would I Lie to You? change des précédentes chansons d'Eurythmics en adoptant un style plutôt rock. Nommé aux Grammys dans la catégorie « Meilleure prestation pop par un duo ou un groupe », la chanson sert de tremplin à l'album aux États-Unis où elle réalise un top 5. 
En Europe, c'est le deuxième single There Must Be an Angel (Playing with My Heart) qui attire le plus l'attention et devient le seul numéro un du groupe au Royaume-Uni. 
Le troisième extrait est l'hymne féministe chanté en duo avec Aretha Franklin Sisters Are Doin' It for Themselves. It's Alright (Baby's Coming Back), dernier single de Be Yourself Tonight, leur permet d'obtenir le Ivor Novello Award de la meilleure chanson contemporaine.
Cet album connaît un grand succès international, et est globalement accueilli favorablement par la critique, qui le voit comme un hommage à la musique rock et soul. Cette impression est renforcée par les participations d'artistes connus : outre Aretha Franklin, Stevie Wonder est à l'harmonica sur There Must Be An Angel (Playing With My Heart), Elvis Costello chante en duo avec Annie Lennox sur Adrian et des membres du groupe Tom Petty and the Heartbreakers participent aux enregistrements. 
Paradoxalement, les critiques les plus dures portent sur cette ressemblance avec ces idoles qu’Eurythmics n'arrive pas à égaler. À la même époque, alors que Lennox joue dans quelques films, Stewart s'attèle à la production pour Tom Petty et Bob Dylan. Le groupe aurait normalement dû participer au Live Aid au Wembley Stadium, cependant à cause de problèmes vocaux rencontrés par Annie Lennox, cela n'a pu se faire. À cette époque-là, Eurythmics est l'un des groupes anglophones les plus connus internationalement, avec Tears for Fears, Dire Straits, Duran Duran ou encore Simple Minds.
L'album suivant Revenge sort durant l'été 1986 et s'inscrit dans la lignée de Be Yourself Tonight avec une présence plus affirmée de sonorités rock. Parmi les quatre singles issus de ce disque (When Tomorrow Comes, Missionary Man, Thorn in My Side et The Miracle of Love), seul Thorn in My Side rentre dans le top 10 des charts britanniques et au niveau international, l'impact de ces titres dans les classements est moindre que les singles précédents du groupe ; les ventes de l'album sont malgré tout encore très importantes que ce soit au Royaume-Uni, en Europe et un peu partout dans le monde (dont notamment en Australie et au Canada où le duo demeure une valeur sûre). 
Cependant aux États-Unis, on note une amorce de déclin qui se confirmera les années suivantes, Revenge y est tout de même encore certifié disque d'or avec plus de 500 000 exemplaires vendus ; le single Missionary Man permet d'ailleurs à Eurythmics de remporter son premier et unique Grammy et est l'extrait le mieux classé dans le Billboard Hot 100, à la 14e place.
Pour la plupart, les critiques reprochent au groupe d'avoir perdu leur approche novatrice et de n'offrir à la place que du pop/rock. Ces critiques perdurent lors de la tournée mondiale de promotion de Revenge.
À la suite de problèmes concernant Annie Lennox, l'album Be Yourself Tonight n'avait donné lieu à aucune tournée. Pour Revenge Tour, le duo change d'envergure ; pour la première fois, ils se produisent dans des stades au lieu de salles de concerts. Ce changement leur vaut de nombreuses critiques supplémentaires sur le positionnement pop/rock de Eurythmics.

### Savage,We Too Are Oneet déclin (1987–1990)
Savage sort à l'automne 1987 et marque un retour aux sources pour Eurythmics. Beaucoup plus proche de Sweet Dreams et de Touch que les deux précédents albums, les samples et les synthétiseurs y sont plus présents. Aucune tournée ne suit la sortie de ce disque, dont les ventes marquent un réel déclin comparées aux précédentes productions du groupe, notamment aux États-Unis ; Eurythmics conserve cependant encore une bonne audience sur ses propres terres, le Royaume-Uni.
La promotion de cet album est assurée par une vidéo proposant un clip pour chacun de ses titres. La réalisation est assurée par Sophie Muller qui met en scène Annie Lennox notamment sur Beethoven (I Love to Listen to), Shame, I Need a Man et You Have Placed a Chill in My Heart. A. Lennox voit cet album comme le plus sombre de la discographie et celui qui reflète le mieux sa personnalité.

Même si cet album n'est porté par aucune tournée, certains de ses titres sont cependant interprétés lors du concert organisé en juin 1988 au Stade de Wembley en écho au 70e anniversaire de Nelson Mandela et afin d'en demander la libération ; un événement auquel Eurythmics participe activement, jouant sur scène plusieurs de ses chansons dont Sweet dreams et Here comes the rain again.
Lors de la production de Savage, les tensions entre Annie Lennox et Dave Stewart sont très fortes. Ils passent très peu de temps ensemble pour la préparation de l'album ; Dave Stewart envoyant les musiques à Annie Lennox pour qu'elle en écrive les paroles. Lucy Ellis explique cette détérioration des rapports entre les membres de Eurythmics en partie à cause de leurs mariages respectifs ; les rapports entre Annie Lennox et Dave Stewart ont toujours été chaotiques depuis leur rupture. Pour la production de l'album suivant, leur maison de disques fait appel à Jimmy Iovine en tant que coproducteur afin de pacifier les relations.
Ce disque, intitulé We Too Are One, sort finalement à l'automne 1989 et reçoit des critiques mitigées. L'album se classe en tête des ventes au Royaume-Uni et rencontre au niveau international un peu plus de succès que Savage, mais il est considéré comme un échec commercial aux États-Unis (même s'il fait un peu mieux que son prédécesseur en entrant cette fois-ci dans le Top 40). Cet album est maintenant vu comme un précurseur de la carrière solo d'Annie Lennox avec des ballades telles que les singles Angel ou Don't Ask Me Why,. Le dernier single (My My) Baby's Gonna Cry est un duo entre Annie Lennox et Dave Stewart qui, pour la première fois, est crédité comme chanteur.

### Pause, carrières solo etPeace
Après la tournée mondiale accompagnant l'album We Too Are One, une compilation célébrant les dix années d'existence du groupe et contenant ses plus grands tubes, intitulée Greatest Hits, est publiée au printemps 1991. Celle-ci rencontre un énorme succès, que ce soit au Royaume-Uni (où elle reste classée n°1 durant plusieurs semaines consécutives) comme au niveau international. Puis le groupe annonce officiellement sa séparation en 1992.
Annie Lennox déclare qu'elle souhaite faire une pause pour consacrer du temps à sa famille et à des œuvres de charité. Sa carrière solo commence dès 1992 avec la sortie de l'album Diva. Cette même année, elle revend ses parts du studio d'enregistrement de Eurythmics. De son côté, Dave Stewart continue à produire d'autres artistes et, avec son groupe The Spiritual Cowboys, sort deux albums. En 1995, tous deux sortent un album solo : Medusa pour Annie Lennox et Greeting from the Gutter pour Dave Stewart. Ce dernier résume dans cet album la relation entre les deux membres durant cette période : « Tu es une star, tu ne me parles pas ». En effet, Annie Lennox et Dave Stewart n'ont plus aucun contact jusqu'à la mort de Peet Coombes en 1997 ; Peet Coombes est avec Annie Lennox et Dave Stewart le troisième membre fondateur du groupe The Tourists. L'année suivante, ils acceptent finalement de se reformer pour plusieurs concerts privés et commencent à travailler sur un nouvel album commun.
En 1999, peu de temps après avoir reçu un Brit Award pour leur carrière, sort ce nouveau disque intitulé Peace. Cet album est assez éloigné de leur précédentes compositions avec des ballades comme 17 Again ou I Saved the World Today et plus proche des albums solo d'Annie Lennox. La sortie de l'album est suivie d'une tournée mondiale Peacetour dont les bénéfices sont reversées à Greenpeace et Amnesty International.
En 2005 sort Ultimate Collection, troisième compilation du duo après The Greatest Hits en 1991 et Live 1983-1989 en 1993. Cette compilation comprend deux inédits, I've Got a Life et Was It Just Another Love Affair?.

## Influences et style musical
Annie Lennox a suivi durant sa jeunesse une formation de musicienne classique (flûte), mais ses principales influences se trouvent dans la musique soul et RnB. Elle cite Dusty Springfield, les disques de la Motown (et particulièrement Stevie Wonder) et les disques de la Stax. Une autre grande influence à qui elle attribue son désir de chanter et d'écrire de la musique est Joni Mitchell.
Tout comme Annie Lennox, Dave Stewart reconnaît être un fan de la Stax. Autodidacte en musique, il apprend à jouer de la guitare sur de la musique blues, avec des artistes comme Mississippi John Hurt ou Robert Johnson comme référence. Il s'intéresse par la suite à la musique folk (dont Bob Dylan) et avant de rencontrer Annie Lennox, était membre du groupe de folk Longdancer.
Alors qu’il était dans le groupe The Tourists, Dave Stewart commence à s’intéresser à la musique expérimentale et électronique. Pour le dernier album des Tourists, le groupe collabore avec Conny Plank, producteur de cet album et du premier album de Eurythmics In the Garden. À ses côtés, Dave Stewart a l’occasion d’explorer ces genres musicaux et d’apprendre les bases du métier de producteur. Si Annie Lennox est toujours restée en retrait sur la composition et la production des titres, elle reconnaît également l’influence de Conny Plank dans son parcours artistique : « La principale influence de ma carrière a été ma rencontre avec Conny Plank, non seulement en tant que producteur mais aussi en tant qu'ami. ». Outre Conny Plank, Holger Czukay (qui a participé à l’album In the Garden) aide Eurythmics à définir leur son ; le duo le cite, à l'instar de Conny Plank, comme membre honoraire de Eurythmics.
Au début de Eurythmics, Annie Lennox et Dave Stewart écrivent un manifeste pour poser les bases de cette nouvelle collaboration ; ils gardent en mémoire l'expérience vécue avec The Tourists, où ils n'avaient que peu d'influence sur les choix musicaux et qui, finalement, les laissera sans argent. Le duo se crée une indépendance musicale : ils fondent leur label « DnA Ltd. » et après l’album Sweet Dreams construisent leur propre studio d’enregistrement baptisé The Church. Ils composent et écrivent la quasi-totalité de leurs titres. À l’intérieur du duo, Dave Stewart se concentre sur la composition et l’écriture de la musique, tandis que Annie Lennox écrit les textes.

## Discographie
Eurythmics compte neuf albums studio entre 1981 et 1999. En outre, deux compilations ont été commercialisées (Greatest Hits en 1991 et The Ultimate Collection en 2005) ainsi qu'une compilation de remixes (Touch Dance) et une d'enregistrements en public (Eurythmics Live). L'ensemble de leur discographie a été réalisée au sein du label RCA, hormis l'album 1984 (For the Love of Big Brother) et les deux singles Sexcrime (Nineteen Eighty-Four) et Julia.
Lors de la promotion de Ultimate Collection en 2005, RCA indique que Eurythmics a vendu plus de 75 millions de disques dans le monde.
- 1981 : In the Garden
- 1983 : Sweet Dreams (Are Made of This)
- 1983 : Touch
- 1984 : 1984 (For the Love of Big Brother)
- 1985 : Be Yourself Tonight
- 1986 : Revenge
- 1987 : Savage
- 1989 : We Too Are One
- 1999 : Peace

## Tournées
- 1981 : In The Garden Tour
- 1983 : Sweet Dreams Tour
- 1983-1984 : Touch Tour
- 1986-1987 : Revenge Tour
- 1989-1990 : World Revival Tour
- 1999 : Peacetour

## Distinctions
En Angleterre, le duo ne reçoit qu'un seul Brit Award d'honneur en 1999. Cependant, durant la période d'activité du groupe (1983-1991), Annie Lennox remporte à quatre reprises (en 1984, 1986, 1989 et 1990) le trophée de la « meilleure artiste féminine britannique » tandis que Dave Stewart reçoit trois fois (1986, 1987 et 1990) celui de « producteur de l'année ».
- 1983 : nomination aux Grammy Awards dans la catégorie « Meilleur nouvel artiste »
- 1984 : Ivor Novello Award des « Auteurs de l'année »
- 1984 : MTV Award du « meilleur nouvel artiste dans une vidéo »
- 1986 : nominations aux Grammy Awards dans les catégories « Meilleure performance vocale pop par un duo ou un groupe » pour Would I Lie to You? et « Meilleure performance vocale R&B par un duo ou un groupe » pour Sisters Are Doing It for Themselves (avec Aretha Franklin)
- 1986 : Ivor Novello Award de la « Meilleure chanson contemporaine » pour It's All Right (Baby's Coming Back)
- 1986 : Ivor Novello Award des « Auteurs de l'année »
- 1987 : Grammy Award de la « Meilleure performance vocale rock par un duo ou un groupe » pour Missionary Man
- 1999 : Brit Award d'honneur

## Reprises
Sweet Dreams (Are Made of This) a été repris par les groupes Real Life, Marilyn Manson et Triggerfinger ainsi que par Steve Angello, Térèz Montcalm et Mika. 
Les groupes Sirsy, Macy Gray et Nevergreen en ont fait de même avec la chanson Here Comes the Rain Again.
Le groupe de heavy metal Ghost a repris quant à lui la chanson Missionary Man.
En 2021, le duo britannique de synthpop Erasure reprend Love Is a Stranger tout au long de sa tournée "The Neon Tour".